# IC 1691
IC 1691 ist eine Spiralgalaxie vom Hubble-Typ S im Sternbild Fische auf der Ekliptik. Sie ist schätzungsweise 229 Mio. Lichtjahre von der Milchstraße entfernt und hat einen Durchmesser von etwa 25.000 Lj. 

Im selben Himmelsareal befinden sich u. a. die Galaxien NGC 508, NGC 515, NGC 517, IC 1692.
Das Objekt wurde am 2. Dezember 1899 von Stéphane Javelle entdeckt.